# Список пенитенциарных учреждений Аляски
Список пенитенциарных учреждений Аляски составлен по материалам исправительного департамента штата, Федерального бюро тюрем, Бюро юридической статистики США и частных операторов тюрем.
По состоянию на конец 2011 года в пенитенциарных учреждениях штата содержалось 5412 заключённых (в 2010 году — 5391, в 2009 году — 5285). Исправительный департамент Аляски управляет 13 учреждениями. Кроме того, часть заключённых с Аляски содержится в исправительном учреждении Хадсон (англ. Hudson Correctional Facility, Колорадо). 
| Название учреждения                                                               | Тип и режим учреждения                         | Месторасположение                          | Примечания |
| Исправительный центр Спринг-Крик (англ. Spring Creek Correctional Center)         | Тюрьма штата максимального уровня безопасности | Сьюард 60°05′36″ с. ш. 149°20′12″ з. д.    | Тюрьма открылась в 1988 году, вместимость — более 0,5 тыс. заключённых (в основном с большими сроками), имеются сектор для психически больных и религиозный центр. |
| Исправительный комплекс Анкориджа (англ. Anchorage Correctional Complex)          | Тюрьма штата                                   | Анкоридж 61°13′06″ с. ш. 149°51′26″ з. д.  | Вместимость — до 0,9 тыс. заключённых, состоит из двух учреждений, ранее известных как тюрьма Анкориджа и досудебный изолятор Залива Кука, имеются сектора для мужчин и женщин всех уровней безопасности. |
| Исправительный комплекс Уайлдвуд (англ. Wildwood Correctional Complex)            | Тюрьма штата                                   | Кенай 60°35′04″ с. ш. 151°08′02″ з. д.     | Тюрьма открылась в 1983 году, вместимость — до 0,5 тыс. заключённых, состоит из трёх учреждений — исправительного центра для заключённых с большими сроками (секторы среднего и минимального уровня безопасности), досудебной тюрьмы для мужчин и женщин всех уровней безопасности и «переходной программы» для готовящихся к освобождению. |
| Исправительный центр Энвил-Маунтейн (англ. Anvil Mountain Correctional Center)    | Тюрьма штата                                   | Ном 64°32′15″ с. ш. 165°24′46″ з. д.       | Тюрьма открылась в 1985 году, вместимость — до 0,1 тыс. заключённых, имеются сектора для мужчин и женщин среднего и минимального уровня безопасности. |
| Исправительный центр Фэрбанкса (англ. Fairbanks Correctional Center)              | Тюрьма штата                                   | Фэрбанкс 64°50′00″ с. ш. 147°45′33″ з. д.  | Вместимость — более 0,25 тыс. заключённых, имеются сектора для мужчин и женщин всех уровней безопасности. |
| Исправительный центр Гус-Крик (англ. Goose Creek Correctional Center)             | Тюрьма штата среднего уровня безопасности      | Василла 61°21′35″ с. ш. 150°00′28″ з. д.   | Тюрьма открылась в 2012 году, вместимость — более 1,5 тыс. заключённых, имеется сектор минимального уровня безопасности. |
| Исправительный центр Хайланд-Маунтейн (англ. Hiland Mountain Correctional Center) | Тюрьма штата                                   | Игл-Ривер 61°18′09″ с. ш. 149°34′47″ з. д. | Вместимость — 0,4 тыс. заключённых, имеются сектора всех уровней безопасности для женщин. |
| Исправительный центр Кетчикана (англ. Ketchikan Correctional Center)              | Тюрьма штата                                   | Кетчикан 55°20′54″ с. ш. 131°38′57″ з. д.  | Вместимость — до 0,06 тыс. заключённых, имеются сектора для мужчин и женщин всех уровней безопасности. |
| Исправительный центр Лемон-Крик (англ. Lemon Creek Correctional Center)           | Тюрьма штата                                   | Джуно 58°21′46″ с. ш. 134°29′04″ з. д.     | Тюрьма открылась в 1969 году, вместимость — до 0,25 тыс. заключённых, имеются сектора для мужчин и женщин всех уровней безопасности (в том числе максимального). |
| Исправительный центр Палмера (англ. Palmer Correctional Center)                   | Тюрьма штата                                   | Палмер 58°16′34″ с. ш. 134°23′34″ з. д.    | Вместимость — 0,5 тыс. заключённых, имеются сектора среднего и минимального уровня безопасности. |
| Исправительный центр Юкон-Кускоквим (англ. Yukon Kuskokwim Correctional Center)   | Тюрьма штата                                   | Бетел 60°47′35″ с. ш. 161°45′13″ з. д.     | Вместимость — более 0,2 тыс. человек, имеются сектора для мужчин и женщин всех уровней безопасности. |
| Исправительная ферма Пойнт-Маккензи (англ. Point Mackenzie Correctional Farm)     | Тюрьма штата                                   | Василла 61°25′02″ с. ш. 150°04′51″ з. д.   | Центр открылся в 1993 году, вместимость — более 0,1 тыс. человек, имеются классы профессионально-технического образования и подсобное хозяйство. |
| Досудебная тюрьма Мат-Су (англ. Mat-Su Pretrial)                                  | Следственный изолятор                          | Палмер 61°36′08″ с. ш. 149°06′35″ з. д.    | Вместимость — до 0,1 тыс. заключённых, имеются сектора для мужчин и женщин. |

|                    |                    |
| Тюрьма Спринг-Крик | Тюрьма Спринг-Крик |